# التفسير الإشاري
التفسير الإشاري أو التفسير بالإشارة ويسمى أيضا التفسير الصوفي أو التفسير الفيضي، هو نوع من تفسير القرآن الكريم ينتمي إلى نمط مُعَيَّن من الفهم، وهو فهم المعاني التي قد لا تظهر لأوَّلِ وهلة وإنَّما تحتاج لتَدَبُّر وتأمُّل، وهذه المعاني تكون من إشارات الآيات وتظهر لأرباب السلوك وأولي العلم. وعرَّفه الشيخ محمد عبد العظيم الزرقاني بقوله: «هو تأويل القرآن بغير ظاهره لإشارة خفية تظهر لأرباب السلوك والتصوف ويمكن الجمع بينها وبين الظاهر والمراد أيضا». ولا يرى الصوفي أن التفسير الإشاري هو كل ما تحتمله الآية من المعاني، بل يرى أن هناك معنى آخر تحتمله الآية بعد المعنى الظاهر الواضح. فالتفسير بالإشارة يعني أن النصوص ليست على ظواهرها، وإنما بما تحويه في باطنها من إشارات خفية لا يدركها إلا أصحاب الكشف وأرباب السلوك والمدارج، وتلك حقيقة العرفان. وأصحاب هذا التفسير من الصوفية لا ينكرون العمل بالظاهر، ولكن إلى جانبه توجد أسرار الباطن التي لا يطلع عليها إلا أرباب الحقائق؛ وهم يقولون إن لكل حرفٍ حدّاً، ولكل حدٍّ مطلعاً، فالحد هو منتهى المعنى من مراد الله، والمطلع هو ما يتوصل به لمعرفة الغاية.

## شروطه وضوابطه
ذكر العلماءُ شروطًا لقبول التفسير الإشاري، ومعنى كونه مقبولا: عدم رفضه، لا وجوب الأخذ به، أمَّا عدم رفضه، فلأنه غير منافٍ للظاهر، ولا بالغ مبلغ التعسف، وليس له ما ينافيه أو يعارضه من الأدلة الشرعية، وأما عدم وجوب الأخذ به فلأنه من قبيل الوجدانيات، والوجدانيات لا تقوم على دليل ولا تستند إلى برهان، وإنما هي أمر يجده الصوفي من نفسه، وسرّ بينه وبين ربه، فله أن يأخذ به ويعمل على مقتضاه، دون أن يلزم به أحدًا من الناس سواه.
وقد جعل الإمام جلال الدين السيوطي شروط قبول التفسير الإشاري على ما يلي:
1. ألّا يتنافى مع ما يظهر من معنى النظم الكريم والمقرر في لسان العرب.
2. ألّا يدّعى أن التفسير الإشاري هو المراد وحده دون الظاهر، بل لابد من الاعتراف بالمعني الظاهر أولا إذ لا يطمع في الوصول إلي الإشارة قبل إحكام العبارة، ومن ادعي فهم أسرار القرآن الكريم ولم يضع نصب عينيه التفسير الظاهر والواضح يكون كمن ادعي بلوغ صدر البيت قبل أن يجاوز بابه.
3. ألّا يكون تأويلا بعيدا سخيفا، كتفسير بعضهم قوله تعالى: ﴿وَإِنَّ اللَّهَ لَمَعَ الْمُحْسِنِينَ ۝٦٩﴾ [العنكبوت:69] بجعل كلمة (لمع) فعلا ماضيا، وكلمة (المحسنين) مفعولا به.
4. ألّا يكون له معارض شرعي أو عقلي.
5. أن يكون له شاهد شرعي يؤيده.

وبناء علي ذلك فإن التفسير الإشاري مقبول بالشروط السابقة المنقولة عن العلماء.

## أقوال العلماء في التفسير الإشاري
اختلف العلماء في هذا التفسير فمنهم من أجازه ومنهم من منعه.
- قال الإمام أبو حامد الغزالي في كتابه (إحياء علوم الدين): «ما من كلمة من القرآن إلا وتحقيقها محوج إلى مثل ذلك، وإنما ينكشف للراسخين في العلم من أسراره بقدر غزارة علومهم، وصفاء قلوبهم، وتوفر دواعيهم على التدبر، وتجردهم للطلب، ويكون لكلِّ واحدٍ حَدٌّ في الترقي إلى درجة أعلى منه... فأما الاستيفاء فلا مطمع فيه ولو كان البحر مِدادًا والأشجار أقلامًا، فأسرار كلمات الله لا نهاية لها، فتنفد الأبحر قبل أن تنفد كلمات الله عز وجل... وأسرار ذلك كثيرة، ولا يدل تفسير ظاهر عليه، وليس اللفظ هو مناقضًا لظاهر التفسير، بل هو استكمال له ووصول إلى لبابه عن ظاهره، فهذا ما نورده لفهم المعاني الباطنة لا ما يناقض الظاهر. والله أعلم».[1]
- وقال الشيخ تاج الدين بن عطاء الله السكندري في كتابه (لطائف المنن): "اعلم أن تفسير هذه الطائفة لكلام الله وكلام رسوله صلى الله عليه وسلم بالمعاني الغريبة... ليس إحالة للظاهر عن ظاهره، ولكن ظاهر الآية مفهوم منه ما جلبت له الآية ودلَّت عليه في عرف اللسان، وثَمَّ أفهام باطنة تفهم عند الآية والحديث لمن فتح الله قلبه. وقد جاء في الحديث: «لكل آية ظاهر وباطن، وحَدٌّ ومَطلع»... فلا يصدنك عن تلقي هذه المعاني منهم أن يقول لك ذو جدل ومعارضة: هذا إحالة لكلام الله وكلام رسوله، فليس ذلك بإحالة، وإنما يكون إحالة لو قالوا: لا معنى للآية إلا هذا وهم لم يقولوا ذلك، بل يقرون الظواهر على ظواهرها مُرادًا بها موضوعاتها ويفهمون عن الله تعالى ما أفهمهم".[1]
- وقال بدر الدين الزركشي في (البرهان في علوم القرآن): كلام الصوفية في تفسير القرآن قيل إنه ليس بتفسير وإنما هو معان ومواجيد يجدونها عند التلاوة كقول بعضهم في قوله تعالى: ﴿يَا أَيُّهَا الَّذِينَ آمَنُوا قَاتِلُوا الَّذِينَ يَلُونَكُمْ مِنَ الْكُفَّارِ﴾ [التوبة:123] إن المراد النفس يريدون أن علة الأمر بقتال من يلينا هي القرب وأقرب شيء إلى الإنسان نفسه.[2]
- وقال ابن الصلاح في فتاويه: وجدت عن الإمام أبي الحسن الواحدي المفسر أنه قال صنف أبو عبد الرحمن السلمي حقائق في التفسير فإن كان قد اعتقد أن ذلك تفسير فقد كفر. قال ابن الصلاح: وأنا أقول الظن بمن يوثق به منهم إذا قال شيئا من ذلك أنه لم يذكره تفسيرا ولا ذهب به مذهب الشرح للكلمة فإنه لو كان كذلك كانوا قد سلكوا مسلك الباطنية وإنما ذلك منهم تنظير لما ورد به القرآن فإن النظير يذكر بالنظير ومع ذلك فيا ليتهم لم يتساهلوا بمثل ذلك لما فيه من الإبهام والالتباس.[2]
- وقال نجم الدين عمر النسفي في (عقائده): النصوص على ظواهرها والعدول عنها إلى معان يدعيها أهل الباطل إلحاد.[2]
- وقال سعد الدين التفتازاني في (شرح العقائد النسفية): سميت الملاحدة باطنية لادعائهم أن النصوص ليست على ظاهرها بل لها معان لا يعرفها إلا المعلم وقصدهم بذلك نفي الشريعة بالكلية قال: وأما ما يذهب إليه بعض المحققين من أن النصوص على ظواهرها ومع ذلك ففيها إشارات خفية إلى دقائق تنكشف لأرباب السلوك يمكن التوفيق بينها وبين الظواهر المرادة فهو من كمال الإيمان ومحض العرفان.[2]
- وقال محمد عبد العظيم الزرقاني في (مناهل العرفان في علوم القرآن): ومن هنا يعلم الفرق بين تفسير الصوفية المسمى بالتفسير الإشاري وبين تفسير الباطنية الملاحدة فالصوفية لا يمنعون إرادة الظاهر بل يحضون عليه ويقولون لا بد منه أولا إذ من ادعى فهم أسرار القرآن ولم يحكم الظاهر كمن ادعى بلوغ سطح البيت قبل أن يجاوز الباب. وأما الباطنية فإنهم يقولون: إن الظاهر غير مراد أصلا وإنما المراد الباطن وقصدهم نفي الشريعة. ونقل السيوطي في الإتقان عن ابن عطاء الله في لطائف المنن ما نصه: اعلم أن تفسير هذه الطائفة لكلام الله وكلام رسوله بالمعاني الغريبة ليس إحالة للظاهر عن ظاهره ولكن ظاهر الآية مفهوم منه ما جاءت الآية له ودلت عليه في عرف اللسان ولهم أفهام باطنة تفهم عند الآية والحديث لمن فتح الله قلبه وقد جاء في الحديث لكل آية ظهر وبطن فلا يصدنك عن تلقي هذه المعاني منهم أن يقول لك ذو جدل ومعارضة هذا إحالة لكلام الله وكلام رسوله صلى الله عليه وسلم فليس ذلك بإحالة وإنما يكون إحالة لو قالوا لا معنى للآية إلا هذا وهم يقولون ذلك بل يقررون الظواهر على ظواهرها مرادا بها موضوعاتها ويفهمون عن الله ما ألهمهم اهـ.[2]
- وقال مصطفى ديب البغا في (الواضح في علوم القرآن): «هو تفسير باطل وإثم كذلك، بل يخشى الخروج عن الإسلام لمن اعتقد ذلك، معاذ الله. ولو ألحق بالتفسير الباطني لا يعدّ بعيدا، وقد عرفت الحكم في ذلك التفسير. اللهم إلا أن يكون التفسير الإشاري قائما على الاعتراف بمعاني ظواهر النصوص على ما تقتضيه اللغة والنصوص الشرعية الأخرى، فالمرجو ألّا يكون بأس وإثم بإذن الله، ويقرب من هذا التفسير ما قاله علماء الأصول في قوله تعالى: {وعلى المولود له رزقهن وكسوتهن بالمعروف} [البقرة: 233] الآية نص في وجوب نفقة الزوجة على الزوج، وهي تشير إلى أن الولد ينسب إلى أبيه، والله أعلم».[5]
- وللإشارات أنواع ذكرها الإمام محمد الطاهر بن عاشور في تفسيره التحرير والتنوير حيث قال:[7]

وقال: ولست أقول إن المراد من الحديث بلفظ البيت القلب، وبالكلب الصفة المذمومة، ولكن أقول هو تنبيه عليه، وفرق بين تغيير الظاهر وبين التنبيه على البواطن من ذكر الظواهر اهـ.
فبهذه الدقيقة فارق نزعة الباطنية، ومثل هذا قريب من تفسير لفظ عام في آية بخاص من جزئياته كما وقع في كتاب المغازي من صحيح البخاري عن عمرو بن عطاء في قوله تعالى: ﴿أَلَمْ تَرَ إِلَى الَّذِينَ بَدَّلُوا نِعْمَةَ اللَّهِ كُفْرًا﴾ [إبراهيم:28] قال هم كفار قريش، ومحمد نعمة الله ﴿وَأَحَلُّوا قَوْمَهُمْ دَارَ الْبَوَارِ ۝٢٨﴾ [إبراهيم:28] قال يوم بدر، وابن العربي في كتاب العواصم يرى إبطال هذه الإشارات كلها حتى إنه بعد أن ذكر نحلة الباطنية، وذكر رسائل إخوان الصفاء أطلق القول في إبطال أن يكون للقرآن باطن غير ظاهره، وحتى أنه بعد ما نوه بالثناء على الغزالي في تصديه للرد على الباطنية والفلاسفة قال: وقد كان أبو حامد بدرا في ظلمة الليالي، وعقدا في لبة المعالي، حتى أوغل في التصوف، وأكثر معهم التصرف، فخرج عن الحقيقة، وحاد في أكثر أقواله عن الطريقة اهـ.
وعندي أن هذه الإشارات لا تعدو واحدا من ثلاثة أنحاء: 
- الأول: ما كان يجري فيه معنى الآية مجرى التمثيل لحال شبيه بذلك المعنى كما يقولون مثلا: ﴿وَمَنْ أَظْلَمُ مِمَّنْ مَنَعَ مَسَاجِدَ اللَّهِ أَنْ يُذْكَرَ فِيهَا اسْمُهُ﴾ [البقرة:114] أنه إشارة للقلوب لأنها مواضع الخضوع لله تعالى، إذ بها يعرف فتسجد له القلوب بفناء النفوس. ومنعها من ذكره هو الحيلولة بينها وبين المعارف اللدنية، وسعى في خرابها بتكديرها بالتعصبات وغلبة الهوى، فهذا يشبه ضرب المثل لحال من لا يزكي نفسه بالمعرفة ويمنع قلبه أن تدخله صفات الكمال الناشئة عنها بحال مانع المساجد أن يذكر فيها اسم الله، وذكر الآية عند تلك الحالة كالنطق بلفظ المثل، ومن هذا قولهم في حديث لا تدخل الملائكة بيتا فيه كلب كما تقدم عن الغزالي.
- الثاني: ما كان من نحو التفاؤل فقد يكون للكلمة معنى يسبق من صورتها إلى السمع هو غير معناها المراد وذلك من باب انصراف ذهن السامع إلى ما هو المهم عنده، والذي يجول في خاطره وهذا كمن قال في قوله تعالى ﴿من ذا الذي يشفع﴾ من ذل ذي إشارة للنفس يصير من المقربين للشفعاء، فهذا يأخذ صدى موقع الكلام في السمع ويتأوله على ما شغل به قلبه. ورأيت الشيخ محيي الدين يسمي هذا النوع سماعا ولقد أبدع.
- الثالث: عبر ومواعظ وشأن أهل النفوس اليقظى أن ينتفعوا من كل شيء ويأخذوا الحكمة حيث وجدوها، فما ظنك بهم إذا قرءوا القرآن وتدبروه فاتعظوا بمواعظه فإذا أخذوا من قوله تعالى: ﴿فَعَصَى فِرْعَوْنُ الرَّسُولَ فَأَخَذْنَاهُ أَخْذًا وَبِيلًا ۝١٦﴾ [المزمل:16] اقتبسوا أن القلب الذي لم يمتثل رسول المعارف العليا تكون عاقبته وبالا.

## كتب التفسير الإشاري

تفسير البحر المديد في تفسير القرآن المجيد للإمام أحمد بن عجيبة، وهو كتاب جامع لاعتماد مؤلفه على كتب كثير من المؤلفين السابقين كالبيضاوي، وأبي السعود أفندي، والثعلبي، وحافظ الدين النسفي وغيرهم.

كتاب التفسير الإشاري: ماهيته وضوابطه تأليف: الأستاذ الدكتور مشعان سعود العيساوي، يتناول موضوع التفسير الإشاري للآيات القرآنية فعرف بهذا التفسير وبين ضوابطه وكتبه وذكر المانعين له وذكر منهج الباطنية بالتفسير وموقف العلماء من التفسير الباطني والفرق بين التفسير الإشاري والباطني وأوجه الاتفاق وغير ذلك.

ومن أهم كتب التفسير التي اهتمت بالتفسير الإشاري:
- تفسير سهل التستري (ت 283 هـ): (تفسير القرآن العظيم).
- وتفسير أبي عبد الرحمن السُّلمي (ت 412 هـ): (حقائق التفسير).
- وتفسير أبي القاسم القشيري (ت 465 هـ): (لطائف الإشارات).
- وتفسير محيي الدين عبد القادر الجيلاني (ت 561 هـ): (تفسير الجيلاني).
- وتفسير أبي محمد البقلي الشيرازي (ت 606 هـ): (عرائس البيان في حقائق القرآن).
- وتفسير نجم الدين الكبرى (ت 618 هـ): (التأويلات النجمية في التفسير الإشاري الصوفي).
- وتفسير محيي الدين بن عربي (ت 638 هـ): (تفسير القرآن الكريم).
- وتفسير عز الدين الرسعني (ت 661 هـ): (رموز الكنوز في تفسير الكتاب العزيز).[11]
- وتفسير نظام الدين النيسابوري (ت 728 هـ): (غرائب القرآن ورغائب الفرقان).
- وتفسير برهان الدين البقاعي (ت 885 هـ): (نظم الدرر في تناسب الآيات والسور).
- وتفسير إسماعيل حقي البروسوي (ت 1127 هـ): (روح البيان في تفسير القرآن).
- وتفسير أحمد بن عجيبة (ت 1224 هـ): (البحر المديد في تفسير القرآن المجيد).
- وتفسير شهاب الدين الألوسي (ت 1270 هـ): (روح المعاني في تفسير القرآن العظيم والسبع المثاني).